# Ópera de Wexford
La Ópera de Wexford (en inglés: Wexford Opera House) es un teatro en Wexford, al sureste de Irlanda, que fue inaugurado oficialmente el 5 de septiembre de 2008 en una ceremonia con Taoiseach Brian Cowen, seguido de una transmisión en vivo desde el Teatro O'Reilly. Fue construido en el emplazamiento del antiguo Teatro Real, Wexford, que fue demolido para facilitar instalación de este desarrollo, por la necesidad de un nuevo teatro de ópera como resultado del éxito del Festival de Ópera de Wexford y la contratación de un teatro, de conciertos y de conferencias en Wexford. El teatro de la ópera consiste en el teatro O'Reilly con 771 puestos y el Teatro Jerome Hynes que es más pequeño, con capacidad para 176 personas sentadas.